# Società Italiana Servizi Aerei
La Società Italiana Servizi Aerei - SISA SpA était une compagnie aérienne privée italienne créée en 1921 qui assurait le transport de personnes sur des lignes régulières.

## Histoire
La compagnie a été créée en 1921 par les frères Callisto et Alberto Cosulich à Lusinpiccolo, principale ville de l'île de Lussino, territoire italien à l'époque mais depuis 1947, en Croatie. Les frères Cosulich étaient propriétaires de la société Fratelli Cosulich, grande société d'armement de Monfalcone et de Cantiere Navale Triestino, aujourd'hui intégré dans le groupe Fincantieri, dans le but de gérer une école de pilotage pour les pilotes d'hydravions civils et militaires mais aussi d'effectuer des vols touristiques entre Venise et Portorose, territoire italien à l'époque.
À partir de 1924, les vols entre Venise et Trieste commencent à devenir réguliers, vols qui servent à l'entreprise pour se constituer une banque de données sur les coûts et les moyens à mettre en œuvre.
Le 1er avril 1926, la liaison régulière Trieste-Turin-Trieste est inaugurée officiellement avec un vol de deux hydravions, partant respectivement et simultanément de Turin et de Venise, avec lesquels le trajet peut être effectué en moins d'une journée.
Un peu plus tard, à l'automne 1926, devant le succès remporté et la demande des passagers, la liaison Trieste-Turin-Trieste, sera effectuée avec de nombreuses escales intermédiaires : Venise, Adria, Ostiglia, Casalmaggiore, Plaisance, Pavie et Casale Monferrato.
À ses débuts, la compagnie SISA disposait de quatre hydravions CANT 10ter qui pouvaient transporter cinq passagers en plus du pilote. Pour ses activités de formation, la compagnie utilisait un CANT 7, et le second prototype du trimoteur CANT 6. Un autre CANT 7 a ensuite été mis en service pour compléter la flotte sur cette ligne régulière. La compagnie assurait la liaison à la cadence de trois rotations par semaine, avec des arrêts « sur demande » dans les principaux ports fluviaux du Pô.
Le 15 octobre 1926, de nouvelles dessertes ont été assurées comme la liaison entre les villes de Trieste et Pula en Istrie, Ancône et Zadar, territoire italien à l'époque mais devenu croate en 1947.
Avec la rapide expansion de ses activités, la compagnie SISA a engagé une première campagne de rénovation de sa flotte. Les hydravions CANT 7 pour la formation des pilotes ont été remplacés par CANT 18 et à partir de 1928, après une période de tests sur la liaison Brindisi-Vlora, en Albanie, colonie italienne à l'époque. Le trimoteur CANT 22 a progressivement remplacé les CANT 10.
Au début des années 1930, la phase de concentration des compagnies aériennes italiennes a débuté et la SISA a été une des premières compagnies impliquée dans ce processus. La compagnie a été absorbée par la compagnie publique Società Aerea Mediterranea, qui avait déjà racheté en 1931 la compagnie Società Anonima Transadriatica. Cette concentration aboutira, le 28 août 1934, à la formation de la première compagnie nationale italienne Ala Littoria.
Au lendemain de la Seconde Guerre mondiale, une nouvelle compagnie aérienne nationale voit le jour, Alitalia. Pour assurer les petites liaisons régionales, l'État autorisa les anciennes compagnies privées qui avaient été absorbées lors de la nationalisation du transport aérien en 1934, à reprendre une activité. La nouvelle SISA voit le jour et reprend les anciennes liaisons jusqu'en 1949, quand elle est rachetée et intégrée dans la compagnie Avio Linee Italiane.

## Flotte
- CANT 7
- CANT 10ter
- CANT 22